# Lilium jinfushanense
Lilium jinfushanense (em chinês=金佛山百合 |t=jin fo shan bai he) é uma espécie de planta com flor, pertencente à família Liliaceae.
A planta tem o seu habitat natural na República Popular da China, com ocorrências na província de Sichuan. Floresce em altitudes entre 1 800-2 200 metros.